# 김보협
김보협(金補協, 1969년~)은 대한민국의 정치인이다.

## 생애
1996년 한겨레에 입사해 사회부, 문화부, 생활과학부, 정치부 등에서 활동했고 한겨레21도 거쳤다. 삼성언론재단의 후원으로 세필드 대학교에서 공부했다.  팟캐스트가 대중으로부터 인기를 끌면서 언론의 저변이 넓어졌고 활자로만 대중을 만나던 언론들도 방송으로 눈을 돌리게 되었는데, 이런 분위기 속에서 김보협도 기자로서 외연을 넓혀갔다. '한겨레담'에서 인터뷰를 진행하고, 시사토크쇼 '《김어준의 뉴욕타임스》', 《이철희·표창원·김보협의 시사게이트》, 《김어준의 KFC》(김어준의 Papa is로 방송명 변경) 등에 정치 전문 기자로 출연하면서 인지도를 쌓았다. 《김어준의 KFC》는 첫 회 공개 이후 조회 수 100만 건을 돌파하기도 하였다.
2014년 삼성언론장학생 20기로 영국 셰필드대 해외연수를 다녀왔다.
2018년 1월 10일 대통령 신년 기자회견에서는 다른 질문자를 제치고 새치기 질문을 하는 행동으로 구설수에 오르기도 했다.

## 공저
- 김보협·김외현·성한용·송채경화·임석규. 《안철수를 읽는다》. 한겨레출판사. 2012년. ISBN 9788984316072